# Kulturstiftung Sachsen-Anhalt
Die Kulturstiftung Sachsen-Anhalt ist eine selbstständige staatliche Stiftung des öffentlichen Rechts zum Erhalt von Kulturdenkmalen und Kulturgütern in Sachsen-Anhalt mit Sitz auf Schloss Leitzkau. Aktuell betreut die Kulturstiftung Sachsen-Anhalt insgesamt 20 im eigenen Besitz befindliche Liegenschaften aus 1200 Jahren Geschichte.

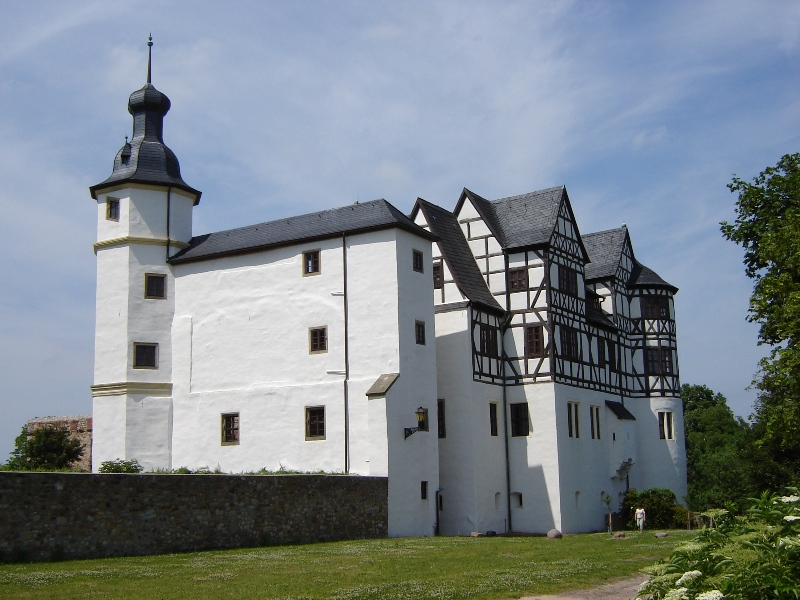
Schloss Leitzkau, Propstei („Hobeckschlösschen“)

## Geschichte
Mit dem Beschluss der Landesregierung vom 16. Januar 1996 zur Errichtung der Stiftung Schlösser, Burgen und Gärten des Landes Sachsen-Anhalt und dem Beschluss vom 7. Mai 1996 zur Errichtung der Domstiftung wurde satzungsgemäß deren gemeinsame Verwaltung geschaffen. Grundlage hierfür war die Personalunion des Vorstandes beider Stiftungen.
Zum 1. Januar 2005 entstand die Stiftung Dome und Schlösser in Sachsen-Anhalt durch Fusion der beiden bis dahin unabhängigen Landesstiftungen Domstiftung und Stiftung Schlösser, Burgen, Gärten.
Zum selben Zeitpunkt übernahm die Stiftung die Geschäftsbesorgung für die rechtlich selbstständige „Stiftung Kloster Michaelstein“. Ab 2010 trat die Stiftung Dome und Schlösser in Sachsen-Anhalt in eine Verwaltungskooperation mit der Stiftung Moritzburg – Kunstmuseum des Landes Sachsen-Anhalt, die ihren vorläufigen Abschluss zum 1. Januar 2014 nach einem Betriebsübergang zur Stiftung Dome und Schlösser in Sachsen-Anhalt fand.
Im Ergebnis einer Reform im Bereich der öffentlich-rechtlichen Stiftungen des Landes Sachsen-Anhalt verabschiedete der Landtag mit Wirkung zum 1. Januar 2014 ein Gesetz über die Errichtung der unselbstständigen „Stiftung Moritzburg Halle (Saale) – Kunstmuseum des Landes Sachsen-Anhalt“ und der „Stiftung Kloster Michaelstein — Musikakademie Sachsen-Anhalt für Bildung und Aufführungspraxis“. Mit diesem Gesetz wurden die genannten Stiftungen und ihre Vermögen in treuhänderische Verwaltung der Stiftung Dome und Schlösser in Sachsen-Anhalt überführt.
Im April 2014 gründete die Stiftung die Tochtergesellschaft SubsiDiariuS GmbH. Mit rund 120 Mitarbeitern erbringt sie Servicedienstleistungen (u. a. Besucherservice, Gebäudereinigung, Technisches Gebäudemanagement, Gastronomieversorgung) für die Liegenschaften der Kulturstiftung Sachsen-Anhalt und weitere Gesellschafterinnen.
Die wachsende Vielfalt der zur Stiftung gehörenden Einrichtungen führte zu einem erneuten Namenswechsel. Seit April 2017 trägt die Stiftung den Namen Kulturstiftung Sachsen-Anhalt.

## Aufgaben
Das Bundesland Sachsen-Anhalt verfügt über einen reichen und vielfältigen Bestand an Baudenkmälern aus seiner kulturellen Vergangenheit. Dome, Klöster, Burgen und Schlösser stehen als Zeugnisse der verschiedenen baugeschichtlichen Epochen. Die Kulturstiftung Sachsen-Anhalt hat die Aufgabe, alle in ihrem Eigentum befindlichen Bau- und Kulturdenkmale sowie beweglichen Kunst- und Kulturgüter entsprechend ihrer kirchengeschichtlichen, kunsthistorischen und landschaftsprägenden Bedeutung zu verwalten, baulich und konservatorisch zu betreuen, wissenschaftlich zu erschließen und der Öffentlichkeit zugänglich zu machen beziehungsweise sie einer ihrer Bedeutung gerecht werdenden Nutzung zuzuführen. Aktuell pflegt und erhält die Kulturstiftung 20 Bauten.
Die Kulturstiftung Sachsen-Anhalt bewahrt die kulturelle Vergangenheit Sachsen-Anhalts für die Zukunft zusammen mit zahlreichen lokalen, regionalen und überregionalen Partnern.

## Struktur
Die Organe der Kulturstiftung Sachsen-Anhalt sind der Vorstand und das Kuratorium. Der Vorstand leitet als Generaldirektion die Stiftung. Das Kuratorium besteht aus neun stimmberechtigten, ehrenamtlichen Mitgliedern unter dem Vorsitz eines Mitgliedes aus Staatskanzlei und Ministerium für Kultur des Landes Sachsen-Anhalt. Seit 2021 ist Sebastian Putz Vorsitzender des Kuratoriums der Kulturstiftung Sachsen-Anhalt.
Die Organisation der Kulturstiftung Sachsen-Anhalt unterteilt sich derzeit in folgende sechs Direktionen mit ca. 40 Referaten und Abteilungen:
- Direktion 1: Hauptverwaltung
- Direktion 2: Bau- und Liegenschaftsverwaltung
- Direktion 3: Kunst- und Kulturgut der Kulturstiftung Sachsen-Anhalt, Museen
- Direktion 4: Kloster Michaelstein | Musikakademie für Bildung und Aufführungspraxis
- Direktion 5: Moritzburg Halle (Saale), Kunstmuseum des Landes Sachsen-Anhalt
- Direktion 6: Bauverwaltung Sonderinvestitionsprogramm

### Generaldirektoren
- 1996–2015 Boje Schmuhl
- seit 2015 Christian Philipsen

## Liegenschaften
Die Stiftung verwaltet als Eigentümerin die Schlösser und Burgen:
- Schloss Leitzkau in Gommern
- Burg Falkenstein (Harz)
- Konradsburg
- Schloss Neuenburg bei Freyburg
- Eckartsburg
- Jagdschloss Letzlingen
- Schloss Bernburg in Bernburg
- Schloss Goseck in Goseck
- Schloss Köthen in Köthen
- Schloss Plötzkau
- Moritzburg in Halle (Saale)
- Schloss Allstedt

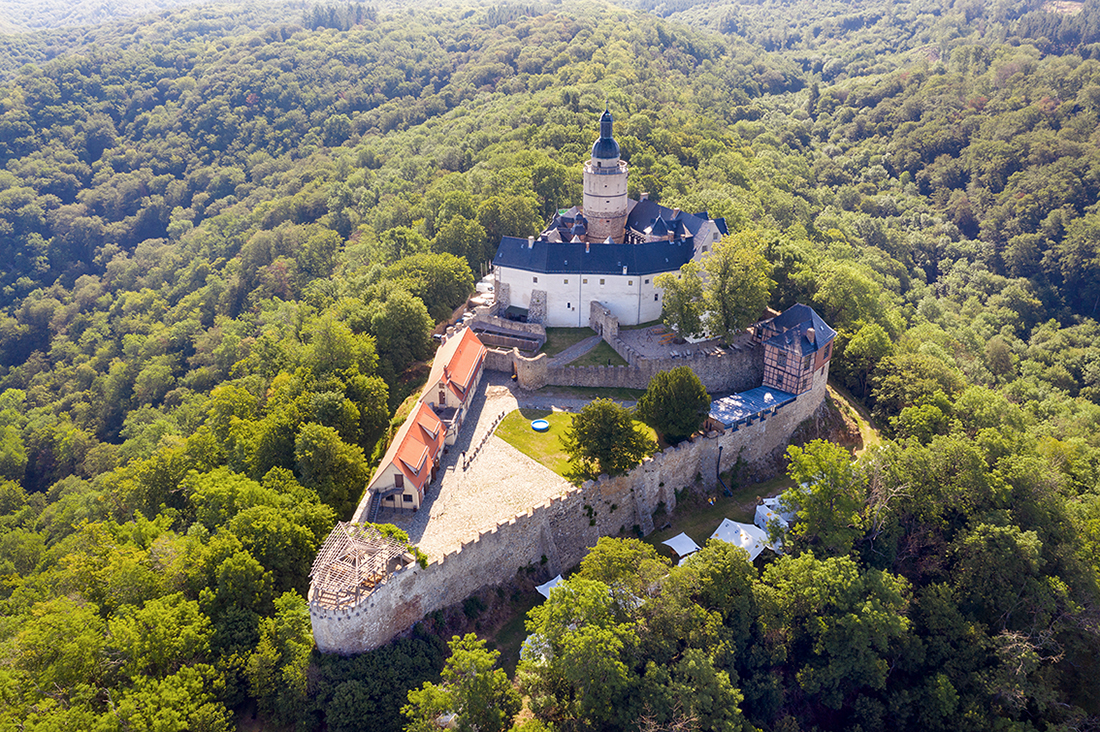
Burg Falkenstein im Harz
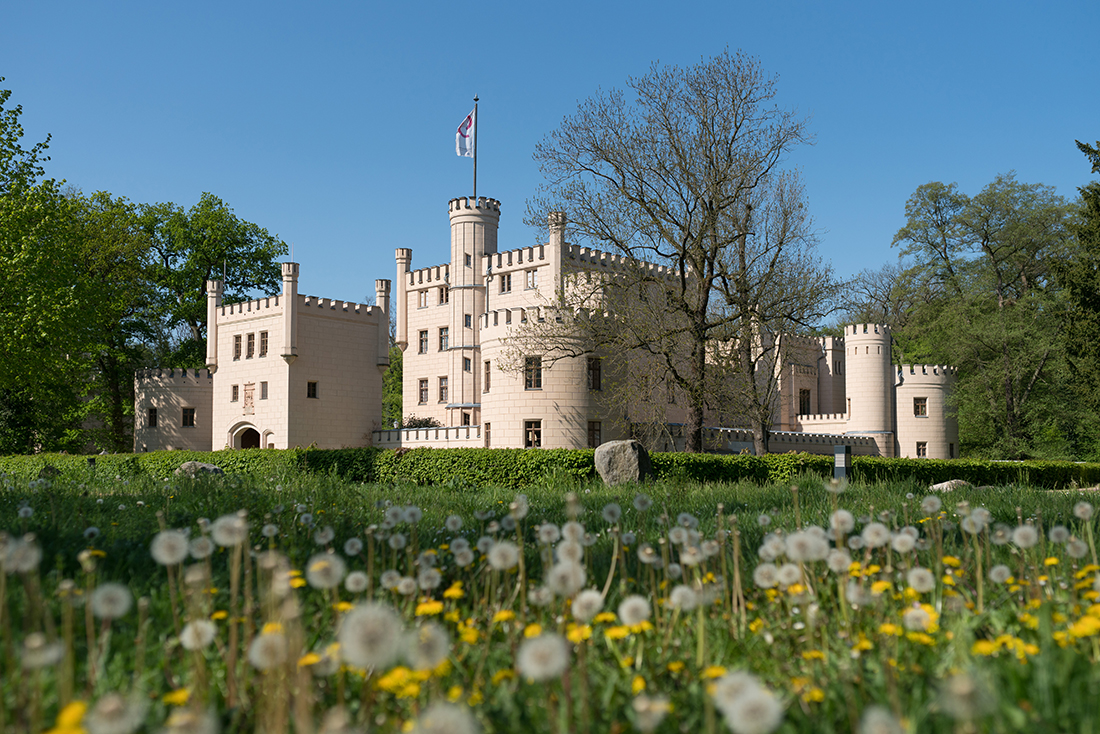
Jagdschloss Letzlingen
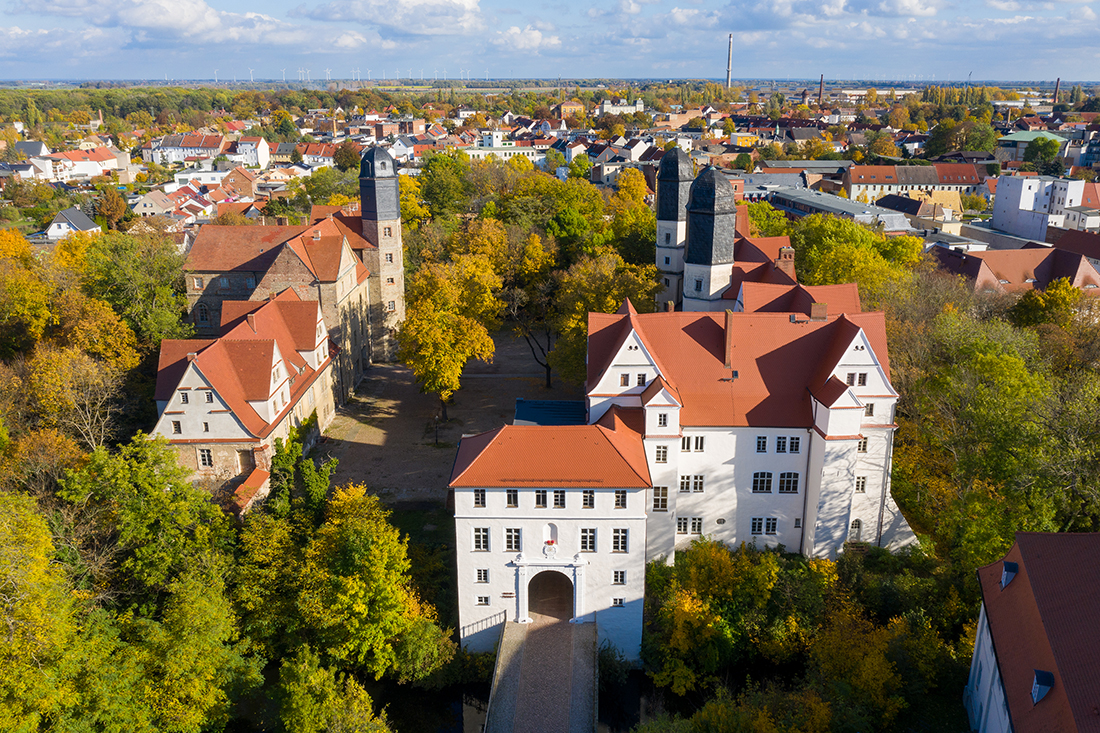
Schloss Köthen
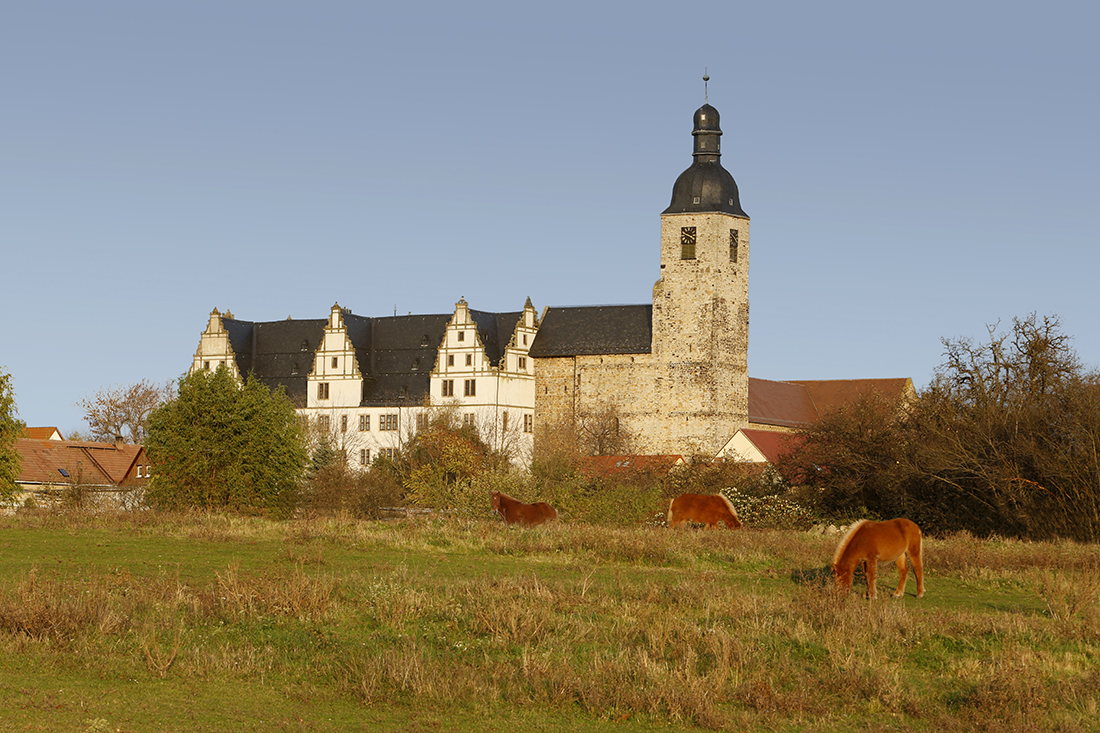
Schloss Leitzkau

Die Stiftung ist Treuhänderin folgender unselbstständiger Stiftungen:
- Stiftung Moritzburg Halle (Saale) – Kunstmuseum des Landes Sachsen-Anhalt, bestehend aus dem Kunstmuseum Moritzburg Halle (Saale) und der Lyonel-Feininger-Galerie in Quedlinburg
- Stiftung Kloster Michaelstein – Musikakademie Sachsen-Anhalt für Bildung und Aufführungspraxis in Blankenburg (Harz)

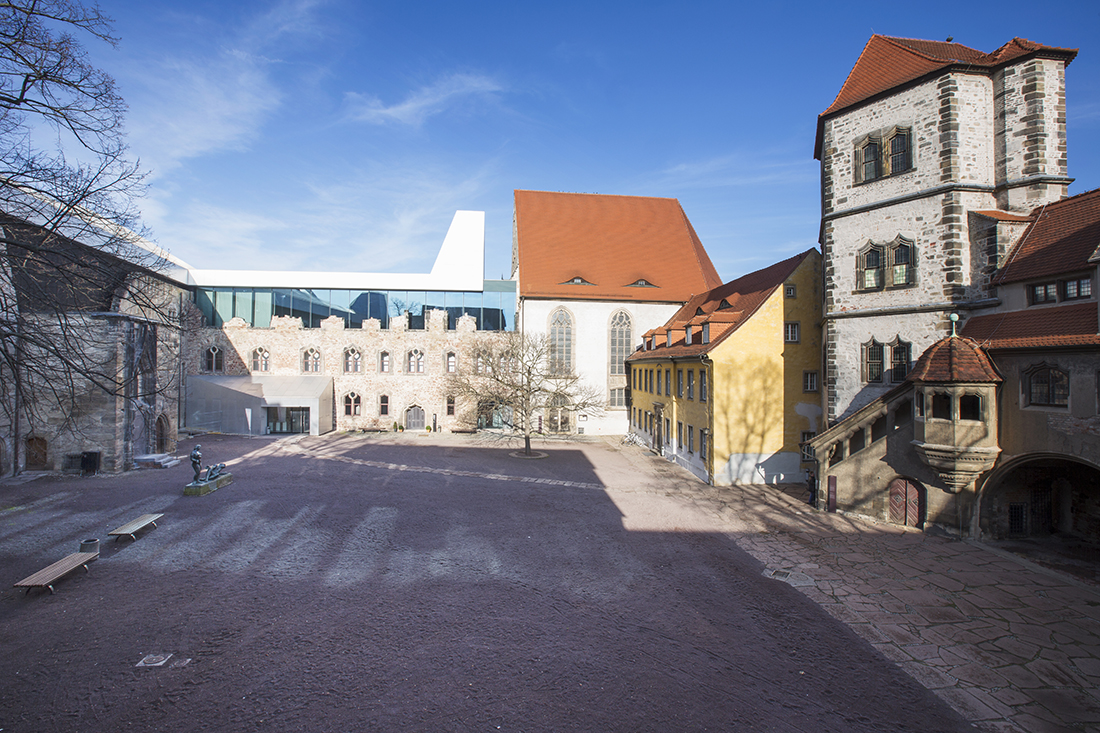
Kunstmuseum Moritzburg Halle (Saale)
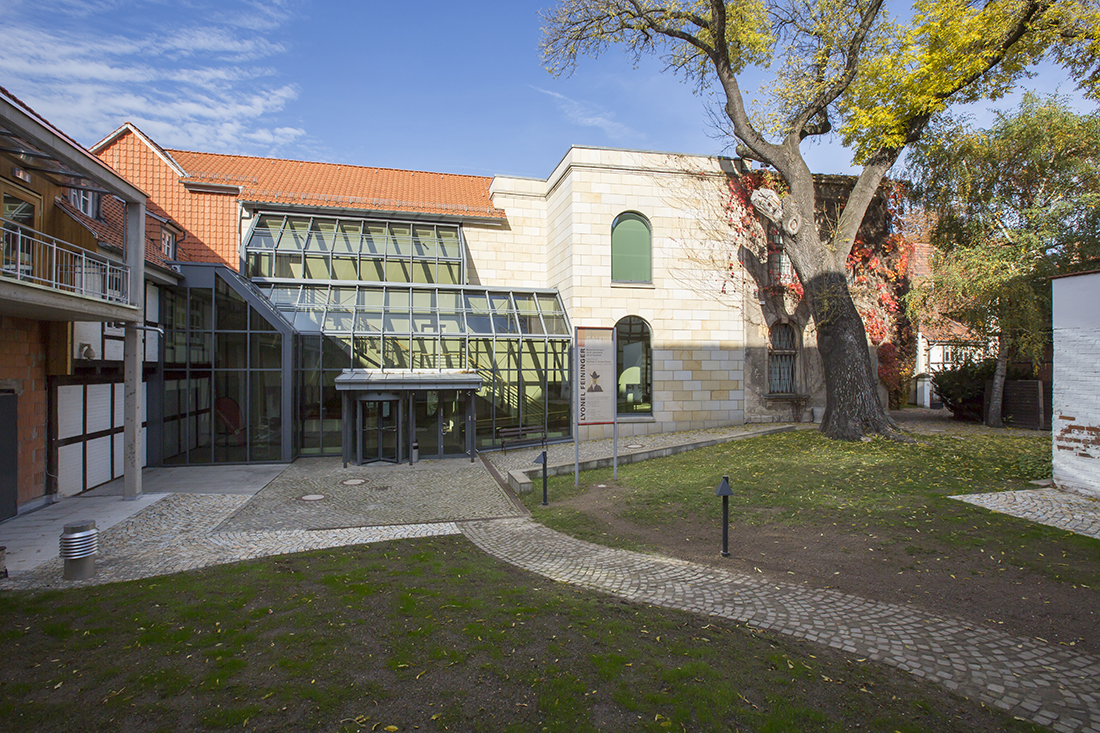
Lyonel-Feininger-Galerie

Die Stiftung ist Eigentümerin folgender Dome und Klöster:
- Dom & Domschatz Halberstadt
- Dom Halle (Saale)
- Dom Havelberg
- Dom Magdeburg
- Kloster und Stiftskirche St. Pankratius in Hamersleben
- Kloster Jerichow

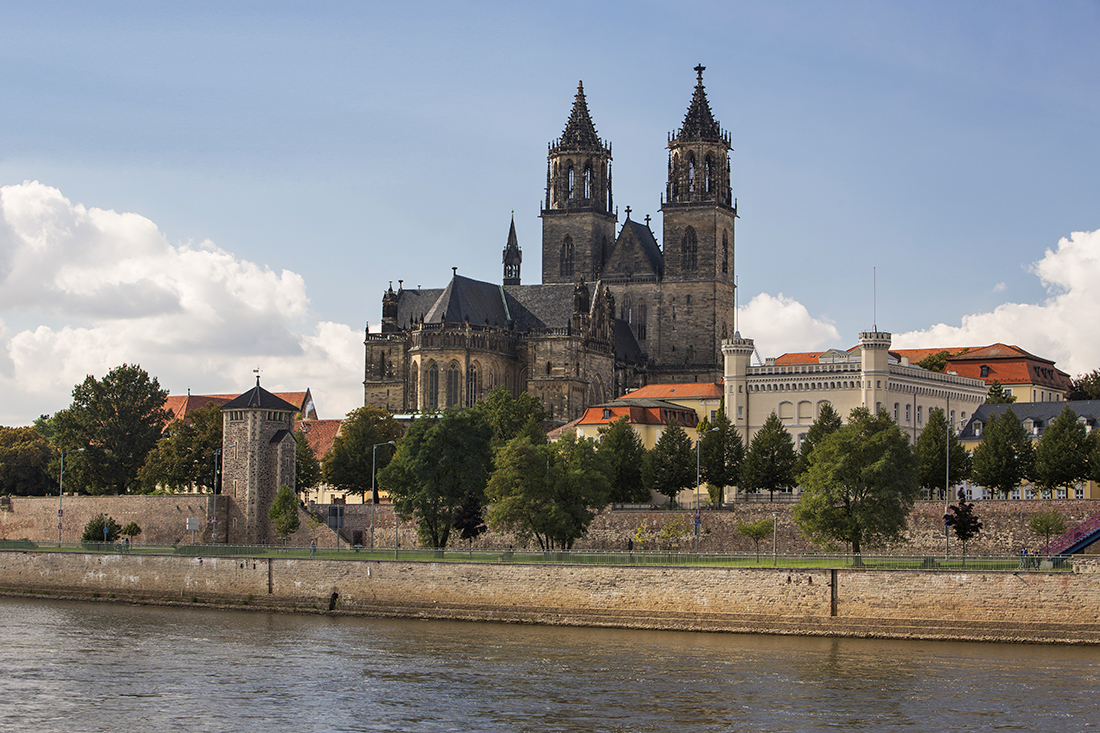
Dom Magdeburg
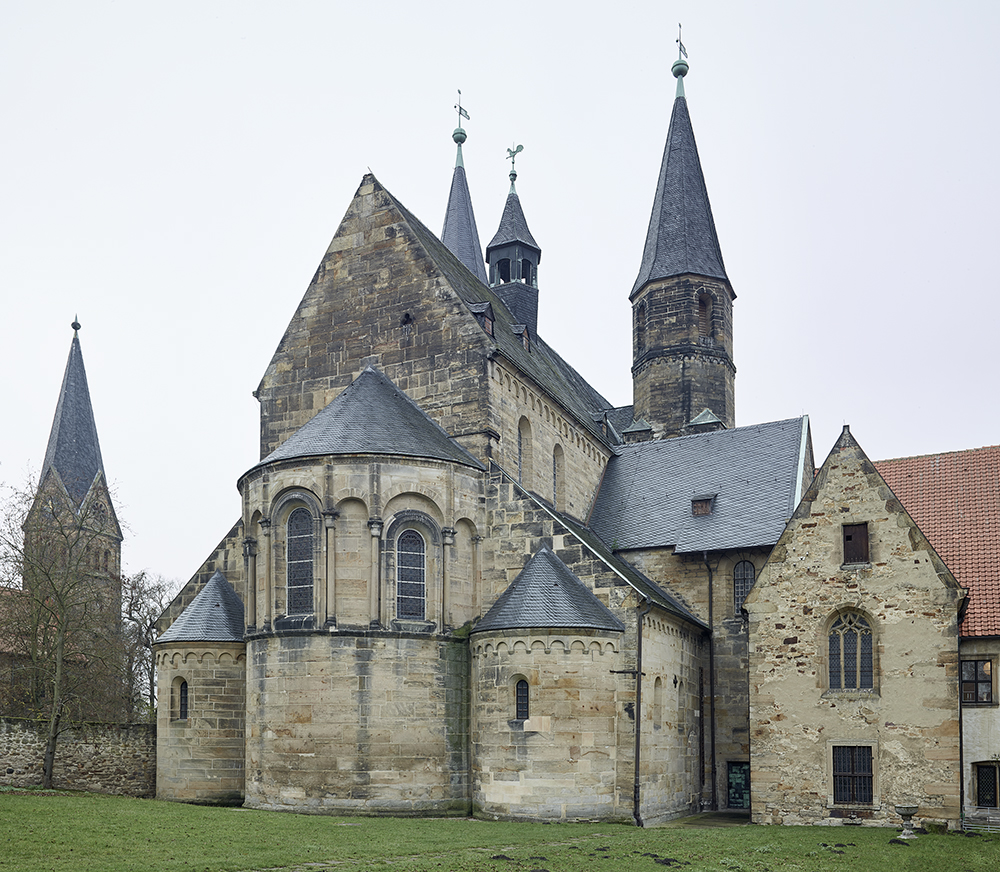
Stiftskirche Hamersleben
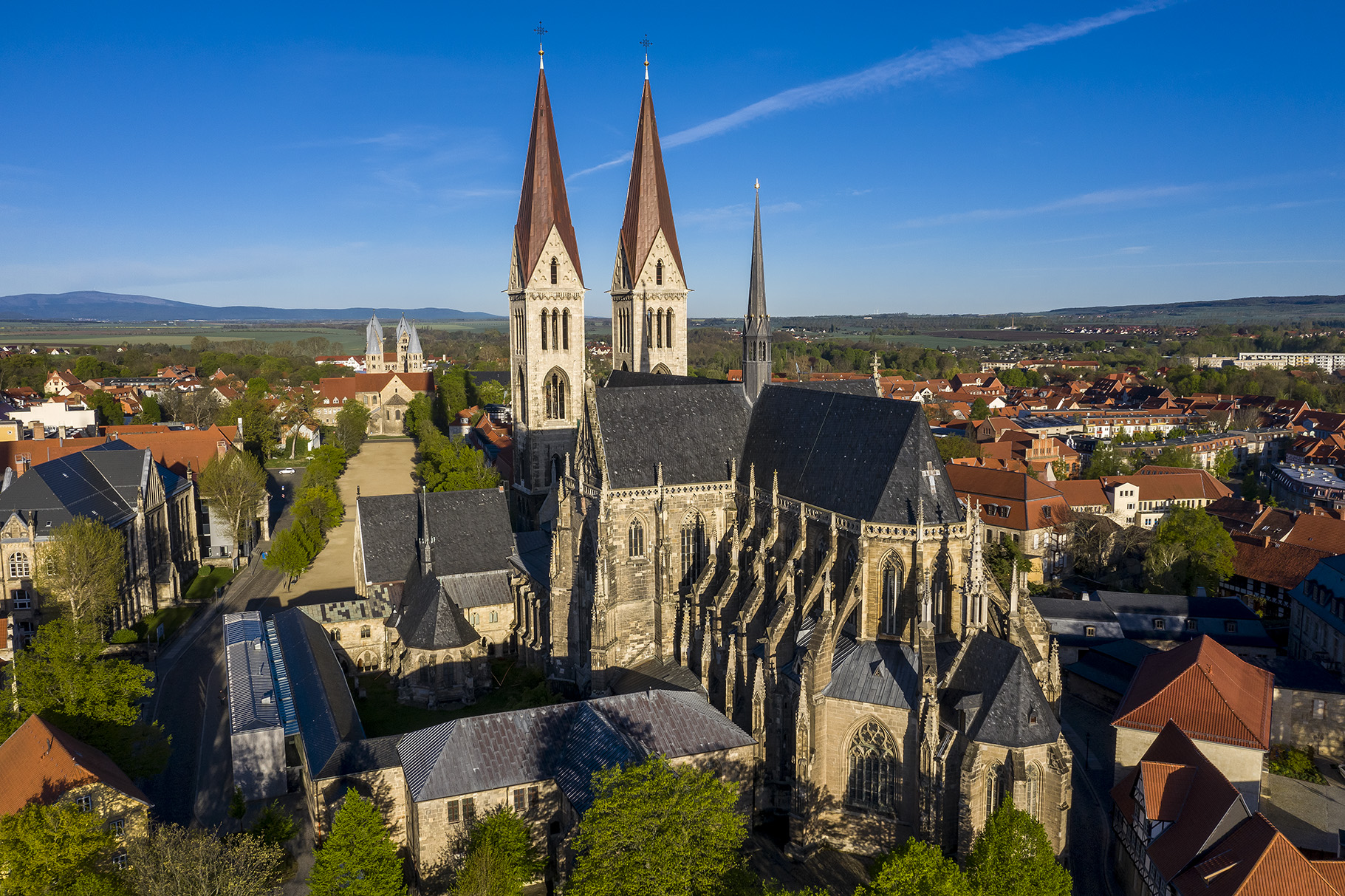
Dom Halberstadt

Die Stiftung ist Kooperationspartnerin vom:
- Dommuseum Ottonianum Magdeburg (gemeinsam mit der Stadt Magdeburg, dem Kulturhistorischen Museum Magdeburg und dem Landesamt für Denkmalpflege und Archäologie Sachsen-Anhalt)

## Treuhänderisch verwaltete Förderstiftungen
Im Jahr 2001 wurde der Stiftung Schlösser, Burgen und Gärten des Landes Sachsen-Anhalt die treuhänderische Verwaltung sowohl der „Kloster Bergesche Stiftung“ als auch der „Stiftung Kloster unser Lieben Frauen“ übertragen. Die Vorstandsfunktion wird bis heute (2021) in Personalunion wahrgenommen.
- Die Kloster Bergesche Stiftung[8] fördert entsprechend ihrem satzungsgemäßen Stiftungszweck Kunst und Kultur in Sachsen-Anhalt, je zur Hälfte Kulturbauten und -projekte im Raum Magdeburg (Stadtgebiet Magdeburg einschließlich der angrenzenden Städte und Gemeinden) und zeitgenössische Kunst über die Kunststiftung des Landes Sachsen-Anhalt.[9]
- Die Stiftung Kloster Unser Lieben Frauen[10] unterstützt entsprechend ihrem satzungsgemäßen Stiftungszweck Projekte zur Förderung von Kunst und Kultur im Raum Magdeburg (Stadtgebiet Magdeburg einschließlich der angrenzenden Städte und Gemeinden) insbesondere des Kulturhistorischen Museums in Magdeburg.[11]